# Melinda's World
Pour plus de détails, voir Fiche technique et Distribution.
Melinda's World est un film américain réalisé par David Baumgarten en 2003. C'est le premier rôle de Zac Efron au cinéma.

## Synopsis
Dans le Midwest américain des années 1950, Melinda, une fille de onze ans, s'intéresse à une toile d'araignée filée en argent, sa boîte à trésors et passer un après-midi à Silver Lake. Entrant dans l'adolescence, elle entame aussi une relation amoureuse avec Stuart Wasser...

## Fiche technique
- Titre : Melinda's World
- Réalisation : David Baumgarten
- Scénario : David Baumgarten et Marianne Kennedy
- Montage : Kevin Bailey
- Production : David Baumgarten et Marianne Kennedy
- Société de production : Dawntreader Films
- Pays :  États-Unis
- Genre : Drame
- Durée : 107 minutes
- Dates de sortie : 
  -  États-Unis : 2003

## Distribution
- Jenifer Rose Olivares : Melinda McCormack
- Jennifer McCluskey : Alice Wasser
- Chad Stevens : Eliot Bradley
- Zac Efron : Stuart Wasser
- Thomas Michael Kappler : Meredith McCormack
- Christina Raines : Amelia McCormack
- Mary McCluskey : Mme. Wasser
- Bill Beeson : Thurston Carleton
- Jean Fields : Veronica
- Ian Starkie : Elmer
- Charles Quinlan : M. Ferguson
- Harry Miller : Quigley P. Hall
- Mary McKowen : tante Calla
- Mike Suddarth : M. Frazier
- Sidney Wilson Young : Robin
- Ruth de Sosa : Betty
- Ariela Anelli : Meg Shippard
- Colleen De Maio : Bernice
- Amanda Whiting : Melinda adulte
- Robyn Metchik : le professeur
- Pat Van Rhyn : la vieille femme
- Roger Osbaldeston : le vieil homme
- Maurice Lee : le shérif
- Robert G. Bowles : la voix à la radio